# Референсний діапазон (медицина)
Референсні діапазони (нім. Referenzbereich, застарілий термін нормальні діапазони) використовуються, особливо в лабораторній медицині, щоб мати можливість класифікувати кількісні лабораторні значення. У розмовній мові значення в межах референсного діапазону називають нормальними, покази за його межами — патологічними. Однак слід зазначити, що 5 % усіх здорових людей мають показники поза референсним діапазоном і навпаки, хворі люди, безумовно, можуть мати значення в межах цього діапазону.

## Вступ
У медицині та галузях, пов'язаних зі здоров'ям, контрольний діапазон або контрольний інтервал — це розбіг або межі значень, які вважаються нормальними для фізіологічного вимірювання у здорових людей (наприклад, кількість креатиніну в крові або парціальний тиск кисню). Це основа щодо порівняння для лікаря або іншого медичного працівника заради інтерпретації набору підсумків тестів, стосовно певного недужого. Деякі важливі референсні діапазони в медицині — це референсні межі для аналізів крові та референсні діапазони для аналізів сечі.
Стандартне визначення референтного діапазону (зазвичай згадується, якщо не зазначено інше) походить від того, що є найбільш поширеним у референтній групі, взятій із спільної (тобто загальної) сукупності. Це загальний контрольний діапазон. Однак існують також оптимальні діапазони здоров'я (діапазони, які, здається, мають найкращий вплив на здоров'я) і діапазони для певних умов або статусів (наприклад, контрольні діапазони вагітності для рівня гормонів).
Значення в межах референсного діапазону (WRR) — це значення в межах норми (WNL). Межі називаються верхньою контрольною межею (URL) або верхньою межею норми (ULN) і нижньою контрольною межею (LRL) або нижньою межею норми (LLN). У публікаціях, пов'язаних із охороною здоров'я, у таблицях стилів іноді надається перевага слову «посилання» над словом «нормальний», щоб запобігти сплутанню нетехнічного значення слова «нормальний» із статистичним. Значення за межами референсного діапазону не обов'язково є патологічними, і вони зовсім не є аномальними в будь-якому іншому сенсі, крім статистичного. Тим не менш, вони є показниками ймовірного патозу. Інколи основна причина очевидна; в інших випадках потрібна складна диференціальна діагностика, щоб визначити, що не так, і, отже, як це лікувати.

## Визначення
Референсні діапазони визначають за допомогою статистичних методів, за результатами аналізів здорових людей. За визначенням, референсний діапазон охоплює серединні 95 відсотків усіх значень, виміряних у майже здорових людей. Отже, 2,5 % значень перебувають вище і нижче цих меж. Статистично кажучи, контрольні межі відповідають квантилям 0,025 і 0,975 (процентилям 2,5 % і 97,5 %) лабораторних показників здорового населення.
Референсний діапазон залежить від методу вимірювання (наприклад, ферментативного) та одиниці вимірювання (наприклад, г/л), а також часто від віку, статі, етнічності, регіону тощо. Під час визначення лабораторних значень важливо знати, що контрольні межі для одного, й один і той самий аналіт може дуже різнитися. Тож, згідно з, наприклад, рекомендаціями Німецької медичної асоціації (Rili-BÄK), дійсні референсні діапазони повинні бути вказані в лабораторному звіті, для кожного аналізу.

## Референсні значення в радіаційній медицині
На пропозицію Комісії з радіаційного захисту, діагностичні контрольні значення для радіофармацевтичних препаратів, наприклад були встановлені Федеральним відомством із радіаційного захисту Німеччини, 2003 року та оприлюднені у Федеральному віснику. Тут містяться контрольні значення для радіофармацевтичних препаратів як для частих, так і для інтенсивних процедур ядерної медицини. Перевищення цих референсних значень потребує обґрунтування з боку експерта-фахівця ядерної медицини та має бути відповідно засвідчено.
Одиниці за системою СІ (пояснення):
- г/дл — 1 грам на децилітр (100 мілілітрів)
- мг/дл — 1 міліграм (1 тисячна частка грама) на децилітр
- мкг/дл — 1 мікрограм (1 мільйонна частка грама) на децилітр
- нг/мл — 1 нанограм (1 мільярдна частка грама) на мілілітр
- mval/l — міліграм-еквівалент — 1 тисячна частина кількості речовини, прирівняної до еталонного атома (водню).